# Panzerbüchse
Panzerbüchse (plural: Panzerbüchsen) es el término alemán para el fusil antitanque empleado en la Segunda Guerra Mundial. Literalmente significa "fusil para tanque", ya que Büchse es el término empleado para un fusil en la jerga deportiva.
También fue empleado como nombre clave del Panzerbüchse 41, un cañón antitanque ligero de ánima cónica.

## Panzerbüchse 38
El Panzerbüchse 38, frecuentemente abreviado como PzB 38, fue diseñado por el ingeniero B. Brauer y construido por la empresa Gustloff Werk Suhl en Suhl (anteriormente Simson & Co.) Era un fusil monotiro con un cañón móvil. Al ser disparado, el cañón retrocedía unos 9 cm, se abría la recámara y el cartucho disparado era expulsado. La recámara quedaba abierta, para que el tirador pudiera insertar un nuevo cartucho. Entonces el tirador cerraba la recámara con ayuda de una palanca en el pistolete. La recámara y el cañón  se movían nuevamente hacia adelante, amartillando el fusil y preparándolo para el siguiente disparo. Este mecanismo bastante complejo demostró ser propenso a bloquearse, debido a la acumulación de suciedad durante su empleo en combate.    
Este fusil antitanque emplea el bípode de la ametralladora MG34; su culata tiene una cantonera con almohadilla de caucho y puede plegarse hacia la derecha para facilitar su transporte. A pesar de ser fabricado con piezas de chapa de acero estampada, su complicado sistema de cerrojo levadizo lo hacía difícil de construir, por lo cual apenas 1 408 fusiles PzB 38 fueron construidos entre 1939-1940 por la compañía Gustloff Werk Suhl; 62 de estos fueron empleados por las tropas alemanas durante la Invasión de Polonia. Tan pronto como el PzB 39 estuvo disponible, la producción fue rápidamente cambiada al nuevo modelo.
Su cañón era estriado, con 4 estrías a dextrógiro. Su cartucho 7,92 mm Patrone 318 era capaz de penetrar 30 mm de blindaje a 100 m.

## Panzerbüchse 39

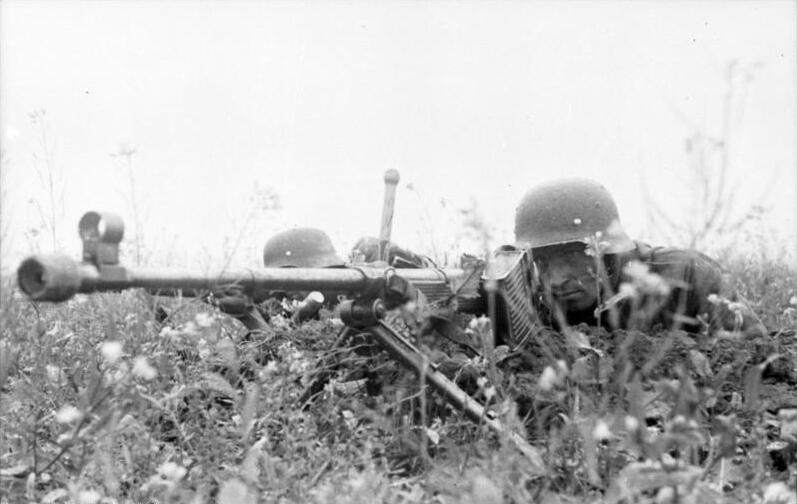
Soldados alemanes atrincherados con un Panzerbüchse 39, en el Frente del Este.

El siguiente desarrollo, que rápidamente modificó la línea de producción fue el Panzerbüchse 39 o PzB 39, básicamente un Pzb 38 mejorado por la Gustloff. También tenía un cerrojo levadizo, conservaba el cañón del PzB 38 y solamente había sido ligeramente alargado a 162 cm; su peso fue reducido a 12,6 kg. Su desempeño es bastante similar al PzB 38. Para aumentar la cadencia de disparo, se le podían colgar a cada lado del arma dos cajuelas con capacidad de 10 cartuchos cada una, cerca de la recámara. Estas no eran cargadores, ya que solamente facilitaban al tirador el tener cartuchos a la mano para poder recargar el fusil antitanque. 568 PzB 39 fueron empleados por el Ejército alemán en la invasión a Polonia; dos años más tarde, al inicio de la invasión alemana a la Unión Soviética, las tropas alemanas empleaban 25 298 fusiles antitanque PzB 39. La producción total de este modelo, desde marzo de 1940 hasta noviembre de 1941, fue de 39 232 fusiles.      
Conforme avanzaba la guerra, los fusiles antitanque PzB 38 y PzB 39 fueron retirados como armamento de primera línea debido a que el poder de penetración de los fusiles antitanque no era efectivo contra los nuevos tanques aliados. A inicios de 1942, el Pzb 39 fue reconstruido como un fusil lanzagranadas con un cañón acortado (59 cm) y una bocacha lanzagranadas Schiessbecher ("taza lanzadora", en alemán) fija. Este modelo recibió la denominación de Granatbüchse Modell 39 (Fusil lanzagranadas Modelo 39, en alemán) y demostró ser eficaz.